# بوسطن ريد
بوسطن ريد (بالإنجليزية: Boston Reid)‏ هو سائق سباق أمريكي، ولد في 29 ديسمبر 1982 في لوغانسبورت في الولايات المتحدة.

## وصلات خارجية
- الموقع الرسمي
- بوسطن ريد على موقع Racing-Reference.info (الإنجليزية)